# Mindorobuulbuul
De mindorobuulbuul (Hypsipetes mindorensis) is een zangvogel uit de familie Pycnonotidae (buulbuuls).

## Verspreiding en leefgebied
Deze soort is endemisch op Mindoro, een eiland in de Filipijnen.

## Status
De mindorobuulbuul komt niet als aparte soort voor op de lijst van het IUCN, maar is daar een ondersoort van de roodborstbuulbuul (Hypsipetes philippinus).